# LAPM
LAPM es una banda de punk rock de la ciudad de Bogotá, Colombia. Formada en 1997, su música también fusiona diversos géneros como el punk melódico, hardcore punk y nu metal, «pasando por ritmos bastante roqueros y pesados».
Es considerada por la crítica como una de las bandas más representativas del género punk en Colombia y América Latina. Es una de las agrupaciones que ayudó a establecer y definir el movimiento punk melódico que se vivió en Colombia a finales de la década de 1990.

## Trayectoria
LAPM es una banda originaria de Bogotá formada en la década de 1990. Pioneros del género punk a nivel nacional, ha sido fuertemente influenciada por bandas internacionales de este género como NOFX y Bad Religion, también de la banda estadounidense Face to Face. Su estilo y género musical comprende otras variantes del rock y el metal, entre ellas, el hardcore punk y hardcore melódico, además del nu metal.
LAPM forma parte del género punk, sin embargo en sus canciones también podemos ver influencias roqueras pesadas. Sus letras pretenden que quien las escuche pueda llegar a un espacio de reflexión sobre sí mismo. La banda fue fundada por Camilo Forero y Mauricio Gómez en 1997. Al momento de la publicación de su primer álbum (Buscando Problemas) en 2001, la banda estaba integrada también por Camilo Arbeláez y Juan Pablo Guevara.  
En 2003 la banda grabó 3 canciones que luego pasarían a hacer parte del EP Se Siente Morir. Dos canciones terminaron haciendo parte del recopilatorio Punk Independiente Vol. 1. En 2004 la banda incorpora a Juan Felipe Cabrera como voz principal pasando a formato de quinteto. En 2007 LAPM graba las canciones que harán parte del EP Némesis que incluye una nueva versión de Lo Que No Quiero Ser (canción que hizo parte de Buscando Problemas).  
En 2021 publicaron el álbum Laberinto, un trabajo musical que recopila la vida personal de sus integrantes. Se compone de «sonidos más pesados junto a escalas y armonías más elaboradas» y comprende diversos temas que tratan sobre la tristeza, el agradecimiento, la determinación, entre otros aspectos emocionales. El primer sencillo de este material se llama «Imperfecto» e incorpora elementos propios del indie rock, además aborda abiertamente temas psicológicos como el síndrome del impostor. Laberinto fue producido por JuanDa Morales y fue masterizado en The Blasting Room por Jason Livermore.
Su trayectoria que abarca más de 20 años les ha llevado a girar por todo el territorio nacional, también a nivel internacional.

## Discografía
Toda la discografía de LAPM.

### Álbumes
Álbumes de estudio
- 2021: Laberinto
- 2001: Buscando Problemas

Extended play
- 2007: Némesis
- 2003: Se Siente Morir
- 1999: Demasiado Fuerte

Álbumes recopilatorios
- 2021: Neo Travel Kit 2
- 2003: Punk Independiente Vol. 1
- 2000: Trouble in the Squirthouse
- 2000: Neo Travel Kit

### Videografía
Hasta 2021 LAPM ha lanzado 6 videos musicales.
- 2021: «Imperfecto»
- 2021: «Polaroid».[11]
- 2021: «Laberinto».[10]
- 2021: «Satélite»
- 2020: «Nunca Tuve La Razón».[12]
- 2019: «Creo En Mi».[9]

### Colaboraciones
LAPM ha tenido los siguientes invitados, o ha sido invitada a colaborar en las siguientes canciones:
| Año  | Canción     | Artista Principal | Artista Invitado       | Integrante invitado                                                            | Trabajo del que hizo parte la colaboración |
| ---- | ----------- | ----------------- | ---------------------- | ------------------------------------------------------------------------------ | ------------------------------------------ |
| 2020 | Solo a Mi   | Cuatro x Cuatro   | LAPM, Johnie All Stars | Juan Felipe Cabrera, Mauricio Gómez (LAPM) Sebastían Regino (Johnie All Stars) | Desde Casa EP                              |
| 2021 | Mi Derecho  | LAPM              | 69 Segundos            | Iván Casanova                                                                  | Laberinto                                  |
| 2021 | Eternamente | LAPM              | Shirymusic             | Andrés Piñeros                                                                 | Laberinto                                  |
| 2021 | Sin Filtro  | Backhome          | LAPM                   | Juan Felipe Cabrera, Mauricio Gómez                                            | Sin Filtro                                 |

## Línea de tiempo
Línea del tiempo

## Premios y nominaciones

### Premios Subterránica
| Año  | Categoría           | Resultado | Ref.   |
| ---- | ------------------- | --------- | ------ |
| 2021 | Mejor Artista Punk  | Ganador   | [ 13 ] |
| 2021 | Mejor Disco del año | Nominado  | [ 14 ] |